# Махо, Юрген
Юрген Махо (нем. Jürgen Macho; род. 24 августа 1977, Вена, Австрия) — австрийский футболист, вратарь. Выступал за сборную Австрии.

## Карьера

### Клубная
Воспитанник футбольных школ венских клубов «Ред Стар» из района Пенцинг, «Рапид» и «Винер Шпорт-Клуб», с 1997 года выступал за «Фёрст». В 2000 году начал профессиональную карьеру в английском «Сандерленде», за который сыграл 22 матча, в 2003 году перешёл в лондонский «Челси», за который, однако, так ни одного матча и не сыграл. В августе 2004 года перешёл в венский «Рапид», за который сыграл 8 матчей и стал чемпионом Австрии. В январе 2005 года перешёл в немецкий «Кайзерслаутерн», за который сыграл 54 матча. С 2007 по 2009 играл за афинский АЕК.

### В сборной
В составе главной национальной сборной Австрии дебютировал 20 ноября 2002 года в матче со сборной Норвегии.
В 2007 году в товарищеском матче против англичан Махо столкнулся с форвардом соперника Питером Краучем. Голкипер проглотил язык и медики австрийской команды чудом спасли его жизнь.
Участник чемпионата Европы 2008 года, сыграл все 3 матча в группе в качестве основного вратаря.

## Достижения
- Чемпион Австрии: 2004/05